# ناميبيا: النضال من أجل الاستقلال (فلم)
ناميبيا: النضال من أجل الاستقلال هو فيلم ملحمي صدر عام 2007 من تأليف وإخراج تشارلز بورنيت ومن بطولة كارل لومبلي وداني جلوفر، وإنتاج حكومة ناميبيا. يحكي الفيلمُ عن نضال ناميبيا من أجل الاستقلال ضد احتلال جنوب إفريقيا وذلك من خلال تتبع حياة لوت إيبينج زعيم المنظمة الشعبية لجنوب غرب إفريقيا وأول رئيس لجمهورية ناميبيا. فازت الموسيقى التي ألفها ستيفن جيمس تايلور بجائزة أفضل موسيقى كما فاز الفيلمُ أيضًا بجائزة أفضل فيلمٍ أفريقي وأفضل مخرج في مهرجان كوالالمبور السينمائي الدولي.